# Morti nel 2017/Agosto
| Questa pagina contiene informazioni ricavate automaticamente dalle voci biografiche con l'ausilio del template Bio e di un bot. L'aggiornamento è periodico e automatico e ricostruisce completamente la pagina. Se manca una persona in questa lista, sei pregato di non aggiungerla, ma accertati piuttosto che la sua voce biografica contenga il template Bio e che i dati anagrafici siano correttamente compilati. Se il template Bio manca, inseriscilo tu stesso o, in alternativa, metti l'avviso {{tmp\|Bio}} che ne segnala la mancanza. Se i dati riportati sono sbagliati, correggi direttamente la voce biografica; le modifiche saranno visibili in questa lista entro pochi giorni. Per chiarimenti vedi il progetto biografie. La lista contiene solo le 174 persone che sono citate nell'enciclopedia e per le quali è stato implementato correttamente il template Bio. Pagina aggiornata al 18 ago 2025. |

- 1º agosto - Emanuele Cardinale, politico italiano (n. 1940)
- 1º agosto - Jaroslav Konečný, pallamanista cecoslovacco (n. 1945)
- 1º agosto - Shôgorô Nishimura, regista giapponese (n. 1930)
- 1º agosto - Concetto Pozzati, pittore italiano (n. 1935)
- 1º agosto - John Reaves, giocatore di football americano statunitense (n. 1950)
- 2 agosto - Lila Acosta, cestista paraguaiana (n. 1928)
- 2 agosto - Angelo Castelli, politico e avvocato italiano (n. 1928)
- 2 agosto - Gheorge Danielov, canoista rumeno (n. 1948)
- 2 agosto - Daniel Licht, compositore e musicista statunitense (n. 1957)
- 2 agosto - Alassane Meité, cestista ivoriano (n. 1991)
- 2 agosto - Ely Tacchella, calciatore svizzero (n. 1936)
- 3 agosto - Giovanni Benedetti, vescovo cattolico, teologo e giornalista italiano (n. 1917)
- 3 agosto - Ivan Gobry, storico e storico della filosofia francese (n. 1927)
- 3 agosto - Ty Hardin, attore statunitense (n. 1930)
- 3 agosto - Robert Hardy, attore britannico (n. 1925)
- 3 agosto - Dickie Hemric, cestista statunitense (n. 1933)
- 3 agosto - Ángel Nieto, pilota motociclistico spagnolo (n. 1947)
- 3 agosto - Claudia Pinza Bozzolla, soprano argentino (n. 1925)
- 3 agosto - Renato Squillante, giurista e magistrato italiano (n. 1925)
- 3 agosto - Emilio Straudi, violinista, direttore d'orchestra e compositore italiano (n. 1930)
- 4 agosto - Raffaele Calabro, vescovo cattolico italiano (n. 1940)
- 4 agosto - Bruno Canfora, direttore d'orchestra, compositore e arrangiatore italiano (n. 1924)
- 4 agosto - Gert Hofbauer, direttore d'orchestra austriaco (n. 1937)
- 4 agosto - Guido Scagliarini, pilota automobilistico italiano (n. 1914)
- 4 agosto - Luiz Melodia, cantante, musicista e compositore brasiliano (n. 1951)
- 5 agosto - Joe Cilia, allenatore di calcio e calciatore maltese (n. 1937)
- 5 agosto - Martin Clark, scrittore e storico britannico (n. 1938)
- 5 agosto - Jean-Paul Curnier, filosofo e saggista francese (n. 1951)
- 5 agosto - Kaj Gustafsson, cestista finlandese (n. 1928)
- 5 agosto - Mirella Karpati, pedagoga italiana (n. 1923)
- 5 agosto - Dionigi Tettamanzi, cardinale e arcivescovo cattolico italiano (n. 1934)
- 5 agosto - Mario Vignola, politico italiano (n. 1927)
- 6 agosto - Nicole Bricq, politica francese (n. 1947)
- 6 agosto - Betty Cuthbert, velocista australiana (n. 1938)
- 6 agosto - Darren Daulton, giocatore di baseball statunitense (n. 1962)
- 6 agosto - Hinrich Lehmann-Grube, politico tedesco (n. 1932)
- 6 agosto - Dan McKinnon, hockeista su ghiaccio statunitense (n. 1922)
- 7 agosto - Haruo Nakajima, attore e stuntman giapponese (n. 1929)
- 7 agosto - Wanda Nuti, ginnasta italiana (n. 1925)
- 7 agosto - Tor Røste Fossen, allenatore di calcio e calciatore norvegese (n. 1940)
- 7 agosto - Ernst Zündel, pubblicista tedesco (n. 1939)
- 8 agosto - Giovanni Badino, fisico, speleologo e esploratore italiano (n. 1953)
- 8 agosto - Glen Campbell, cantante, polistrumentista e paroliere statunitense (n. 1936)
- 8 agosto - Barbara Cook, soprano e attrice statunitense (n. 1927)
- 8 agosto - Cathleen Synge Morawetz, matematica canadese (n. 1923)
- 8 agosto - Eduardo del Río, disegnatore e scrittore messicano (n. 1934)
- 8 agosto - Nani Tedeschi, pittore, disegnatore e incisore italiano (n. 1938)
- 8 agosto - Jorge Zorreguieta, funzionario e politico argentino (n. 1928)
- 9 agosto - Mario Cataldi, politico e avvocato italiano (n. 1922)
- 9 agosto - Carlo Chimenti, costituzionalista italiano (n. 1930)
- 9 agosto - Lando Macchi, calciatore italiano (n. 1930)
- 9 agosto - Al McCandless, politico statunitense (n. 1927)
- 9 agosto - Marián Varga, compositore e pianista slovacco (n. 1947)
- 10 agosto - Luciano Guerzoni, politico italiano (n. 1935)
- 10 agosto - Ruth Pfau, medico e religiosa tedesca (n. 1929)
- 10 agosto - Gianna Spagnulo, cantante italiana (n. 1940)
- 11 agosto - Luiz Vicente Bernetti, vescovo cattolico italiano (n. 1934)
- 11 agosto - Carlos Boismené, allenatore di pallacanestro argentino (n. 1938)
- 11 agosto - Francesco Gianniti, giurista e umanista italiano (n. 1921)
- 11 agosto - Maximiliano Gómez Torres, cestista panamense (n. 1975)
- 11 agosto - Yisrael Kristal, supercentenario polacco (n. 1903)
- 11 agosto - Terele Pávez, attrice spagnola (n. 1939)
- 12 agosto - Gian Antonio Cibotto, giornalista, critico teatrale e scrittore italiano (n. 1925)
- 12 agosto - Carlo Del Bravo, storico dell'arte italiano (n. 1935)
- 12 agosto - Zdravko Hebel, pallanuotista jugoslavo (n. 1943)
- 12 agosto - Tudor Postelnicu, militare e politico rumeno (n. 1931)
- 12 agosto - Aldo Secco, calciatore italiano (n. 1937)
- 13 agosto - Luciano Berruti, ciclista italiano (n. 1943)
- 13 agosto - Joseph Bologna, attore, sceneggiatore e regista statunitense (n. 1934)
- 13 agosto - Savino Bernardo Maria Cazzaro Bertollo, arcivescovo cattolico italiano (n. 1924)
- 13 agosto - Nick Mantis, cestista statunitense (n. 1935)
- 13 agosto - Al West, cestista canadese (n. 1931)
- 14 agosto - Mohammad Ali Falahatinejad, sollevatore iraniano (n. 1976)
- 14 agosto - Miriam Goldschmidt, attrice, regista teatrale e drammaturga tedesca (n. 1947)
- 14 agosto - Alessandro Soresini, batterista italiano (n. 1973)
- 14 agosto - Jasna Tkalec, giornalista jugoslava (n. 1941)
- 14 agosto - Stephen Wooldridge, pistard australiano (n. 1977)
- 15 agosto - Abdirahman Jama Barre, politico somalo (n. 1937)
- 15 agosto - Vern Ehlers, politico statunitense (n. 1934)
- 15 agosto - Eberhard Jäckel, storico tedesco (n. 1929)
- 15 agosto - Mark Merlis, scrittore statunitense (n. 1950)
- 16 agosto - Chiara Fumai, performance artist italiana (n. 1978)
- 16 agosto - Vera Glagoleva, attrice e regista russa (n. 1956)
- 16 agosto - Tom Hawkins, cestista statunitense (n. 1936)
- 16 agosto - Vittorio Meoni, partigiano e politico italiano (n. 1922)
- 16 agosto - Lester Williams, giocatore di football americano statunitense (n. 1959)
- 17 agosto - Franco Colletta, giornalista, scrittore e poeta italiano (n. 1926)
- 17 agosto - Federico Finozzi, nuotatore italiano (n. 1975)
- 17 agosto - Vittorio Gabrieli, critico letterario, traduttore e antifascista italiano (n. 1917)
- 17 agosto - Sonny Landham, attore statunitense (n. 1941)
- 17 agosto - Parker MacDonald, allenatore di hockey su ghiaccio e hockeista su ghiaccio canadese (n. 1933)
- 17 agosto - Fadwa Suleiman, attrice e attivista siriana (n. 1970)
- 18 agosto - Sonny Burgess, cantante e chitarrista statunitense (n. 1929)
- 18 agosto - Bruce Forsyth, conduttore televisivo e attore britannico (n. 1928)
- 18 agosto - Vicente Iturat, ciclista su strada spagnolo (n. 1928)
- 18 agosto - Venero Mangano, mafioso statunitense (n. 1921)
- 18 agosto - Sergio Zaniboni, fumettista italiano (n. 1937)
- 19 agosto - Brian Aldiss, scrittore britannico (n. 1925)
- 19 agosto - Charles Bentley, geofisico statunitense (n. 1929)
- 19 agosto - Mario Roberto Cassari, arcivescovo cattolico e diplomatico italiano (n. 1943)
- 19 agosto - Karl Otto Götz, pittore tedesco (n. 1914)
- 19 agosto - Valerij Isakov, regista sovietico (n. 1936)
- 19 agosto - Joan Trayter, docente e dirigente sportivo spagnolo (n. 1926)
- 20 agosto - Gero Caldarelli, mimo e attore italiano (n. 1942)
- 20 agosto - Rino Golinelli, pittore italiano (n. 1932)
- 20 agosto - Margot Hielscher, cantante, attrice e costumista tedesca (n. 1919)
- 20 agosto - Jerry Lewis, comico, attore e regista statunitense (n. 1926)
- 20 agosto - Colin Meads, rugbista a 15, allenatore di rugby a 15 e dirigente sportivo neozelandese (n. 1936)
- 20 agosto - Giorgio Michelotti, calciatore e allenatore di calcio italiano (n. 1936)
- 20 agosto - Nati Mistral, attrice spagnola (n. 1928)
- 20 agosto - Lance Williams, informatico, grafico e animatore statunitense (n. 1949)
- 20 agosto - Veličko Čolakov, sollevatore bulgaro (n. 1982)
- 21 agosto - Giovanni Aiello, poliziotto e agente segreto italiano (n. 1946)
- 21 agosto - Réjean Ducharme, scrittore e sceneggiatore canadese (n. 1941)
- 21 agosto - Roberto Gottardi, architetto italiano (n. 1927)
- 21 agosto - Fred Koetter, architetto e urbanista statunitense (n. 1938)
- 21 agosto - Thomas Meehan, librettista e sceneggiatore statunitense (n. 1929)
- 21 agosto - Bajram Rexhepi, politico kosovaro (n. 1954)
- 21 agosto - Guido Rossi, giurista, avvocato e politico italiano (n. 1931)
- 21 agosto - Seija Simola, cantante finlandese (n. 1944)
- 22 agosto - John Abercrombie, chitarrista statunitense (n. 1944)
- 22 agosto - Attilio Cantoni, canottiere italiano (n. 1931)
- 22 agosto - Mario Milita, doppiatore e attore italiano (n. 1923)
- 23 agosto - Margot, cantautrice italiana (n. 1941)
- 23 agosto - Engelbert Jarek, calciatore e allenatore di calcio polacco (n. 1935)
- 23 agosto - Rogério Rocha da Silva, giocatore di calcio a 5 brasiliano (n. 1978)
- 23 agosto - Tullio Seppilli, antropologo italiano (n. 1928)
- 23 agosto - Tony Verga, musicista e cantante italiano (n. 1942)
- 24 agosto - Cecil D. Andrus, politico statunitense (n. 1931)
- 24 agosto - Jay Thomas, attore statunitense (n. 1948)
- 24 agosto - Freek Witte, cestista olandese (n. 1934)
- 25 agosto - Enzo Dara, basso italiano (n. 1938)
- 25 agosto - Lloyd McLean, calciatore giamaicano (n. 1947)
- 25 agosto - Rich Piana, culturista, imprenditore e youtuber statunitense (n. 1970)
- 25 agosto - Marta Skupilová, nuotatrice cecoslovacca (n. 1938)
- 26 agosto - Elmo Bovio, calciatore argentino (n. 1925)
- 26 agosto - Gianni De Conno, illustratore italiano (n. 1957)
- 26 agosto - Harry Dinnel, cestista e allenatore di pallacanestro statunitense (n. 1940)
- 26 agosto - Takis Emmanuel, attore greco (n. 1933)
- 26 agosto - Tobe Hooper, regista e sceneggiatore statunitense (n. 1943)
- 26 agosto - Josef Musil, pallavolista cecoslovacco (n. 1932)
- 26 agosto - Tori Pillinger, sciatrice alpina statunitense (n. 1966)
- 26 agosto - Bernard Pomerance, drammaturgo statunitense (n. 1940)
- 26 agosto - Nanni Svampa, cantante, scrittore e attore italiano (n. 1938)
- 26 agosto - Adam Wójcik, cestista polacco (n. 1970)
- 27 agosto - Domenico Cattarinich, fotografo e regista italiano (n. 1937)
- 27 agosto - José Maria Pires, arcivescovo cattolico e scrittore brasiliano (n. 1919)
- 27 agosto - Mauro Zonta, orientalista italiano (n. 1968)
- 28 agosto - Mahmoud Abbas, calciatore keniota (n. 1956)
- 28 agosto - Bobby Boyd, giocatore di football americano statunitense (n. 1937)
- 28 agosto - Mireille Darc, attrice e regista francese (n. 1938)
- 28 agosto - Luciano Fusari, calciatore italiano (n. 1928)
- 28 agosto - Luciano Gallusi, calciatore italiano (n. 1938)
- 28 agosto - Tsutomu Hata, politico giapponese (n. 1935)
- 28 agosto - Jud Heathcote, cestista e allenatore di pallacanestro statunitense (n. 1927)
- 28 agosto - Jo Dong-jin, cantautore sudcoreano (n. 1947)
- 28 agosto - David Torrence, mezzofondista statunitense (n. 1985)
- 29 agosto - Adnan Abu Amjad, militare siriano (n. 1977)
- 29 agosto - Bobby Vitale, attore pornografico statunitense (n. 1965)
- 29 agosto - Janine Charrat, ballerina e coreografa francese (n. 1924)
- 29 agosto - Angélique Duchemin, pugile francese (n. 1991)
- 29 agosto - Renzo Ozzano, attore e giornalista italiano (n. 1934)
- 30 agosto - Elmer Acevedo, calciatore salvadoregno (n. 1949)
- 30 agosto - Marjorie Boulton, scrittrice e esperantista britannica (n. 1924)
- 30 agosto - Louise Hay, scrittrice e editrice statunitense (n. 1926)
- 30 agosto - Károly Makk, regista e sceneggiatore ungherese (n. 1925)
- 30 agosto - Rollie Massimino, allenatore di pallacanestro statunitense (n. 1934)
- 31 agosto - Richard Anderson, attore statunitense (n. 1926)
- 31 agosto - Janne Carlsson, attore e musicista svedese (n. 1937)
- 31 agosto - Rocco Fortunato, scrittore e musicista italiano (n. 1963)
- 31 agosto - Egon Günther, regista e sceneggiatore tedesco (n. 1927)
- 31 agosto - Ann Jellicoe, drammaturga e regista teatrale britannica (n. 1927)
- 31 agosto - Norbert Kückelmann, regista e sceneggiatore tedesco (n. 1930)
- 31 agosto - Alberto Servidio, politico italiano (n. 1930)